# 말레이타관코과일박쥐
말레이타관코과일박쥐(Nyctimene malaitensis)는 큰박쥐과에 속하는 박쥐의 일종이다. 솔로몬 제도의 토착종으로 말레이타섬과 마키라섬에서만 발견된다.